# 汪廣洋
汪廣洋（？—1379年），字朝宗，南直隶高郵人，明朝洪武时期官僚，曾任中書省丞相。

## 生平
早年師從余闕，流寓太平，元末朱元璋南進江南平太平路，接受朱元璋招募，為元帥府令史，江南行省提控。置正軍都諫司，擢諫官，遷行省都事，累進中書右司郎中。不久，知驍騎衛事，參常遇春軍務。後守贛州，官拜江西參政。
洪武三年，因左丞相李善長告病休養，中書省無官，遂召廣洋為左丞相。中書右丞楊憲專断處事，汪廣洋處處讓他，但還是被他妒忌。楊憲指使御史刘炳彈劾他“奉母無狀”，遠調到海南島。待楊憲伏誅，被召還回朝，封為忠勤伯，食祿三百六十石。洪武四年，李善長以病去位。洪武六年，胡惟庸為左丞，汪廣洋為右丞相，任内无所建树，升迁广东行省参政。后被召回为左御史大夫。洪武十年再拜右丞相，依然不敢有所建樹，只是飲酒吟詩、浮沉守位而已，朱元璋多次訓诫他。

### 胡惟庸案
洪武十二年十二月，中丞涂节上奏胡惟庸毒死劉基一案，汪廣洋可能知情不報，以结党欺君（朋欺）罪貶廣南，等他走到太平府后，太祖又想到他與楊憲同為相時，卻沒有舉報楊憲，二是汪廣洋任江西參政期間包庇過朱文正，於舟中被賜死。汪廣洋美妾陳氏亦殉死。陳氏是獲罪官員陳知縣之女，理應沒官，或賞功臣，而汪廣洋竟以文官收納。朱元璋得知震怒，他說：“沒官婦女，止給功臣家。文臣何以得給？”敕令徹查此事，“於是惟庸及六部堂屬咸當坐罪。”

## 评价
終明朝之世，可被稱為丞相的只有李善長胡惟庸與汪廣洋三人。太祖曾問劉基曰：“汪廣洋何如？”答曰：“此褊淺。”《明史》評斷為：“少師余闕，淹通經史，善篆隸，工為歌詩。為人寬和自守，與奸人同位而不能去，故及於禍。”